# Reunió de Juristes per l'Asturià
La Reunió de Juristes per l'Asturià, (oficialment en asturià, Aconceyamientu de Xuristes pol Asturianu o abreujadament, AXA) és una associació fundada el 25 de maig de 2006 constituïda formalment a Oviedo, amb la signatura de l'acta fundacional i la sol·licitud d'assentament en el Registre d'Associacions del Principat d'Astúries.
Es va crear amb l'objecte de treballar de forma desinteressada per la supressió dels obstacles que té l'ocupació de la llengua asturiana per a l'activitat professional dels juristes. Els punts de partida són el reconeixement de la dignitat institucional d'Astúries -la dignitat de tots els asturians-, des que la llengua rebi el mateix tracte que les llengües pròpies d'altres Comunitats Autònomes espanyoles. També es considera que tots els poders públics estan obligats a complir legalment amb els manats recollits als articles 3.2, 9.2 i 14 de la Constitució Espanyola i en l'article 2 de la Declaració Universal dels Drets Humans, a la llum dels tractats, convenis, pactes, convencions, resolucions, informes, declaracions i sentències que les interpreten. Tots els poders públics assentats a Astúries estan obligats a complir legalment amb els manats recollits a l'article 4 de l'Estatut d'Autonomia i la Llei 1/1998, de 23 de març, d'Utilització i Promoció del bable o asturià. Els signants del "Pla per a la Normalització Social de l'Asturià 2005-2007", resten obligats a complir legalment els seus compromisos.

## Parts de treball

### Observatori de drets lingüístics (ODLL)
L'Observatori de Drets Lingüístics (ODLL), és un projecte promogut per AXA que mira pels drets lingüístics dels ciutadans i ciutadanes parlants d'asturià i de gallec-asturià, encaminant la seva activitat a garantir aquests drets, tant en l'àmbit públic com en el privat, de manera desinteressada i amb neutralitat i independència de qualsevol altra institució pública o privada.
Es realitzen estudis i es preparen informes sobre la situació de respecte o conciliació dels drets lingüístics a Astúries, presentar davant la societat asturiana i davant les institucions asturianes i internacionals, amb la finalitat de donar a conèixer la situació de discriminació lingüística que poden patir els asturians, organitzant maneres de pressió perquè els drets fonamentals dels parlants siguin respectats, com és el cas de l'agonia d'una llengua europea, una denúncia lliurada al Comitè Europeu per a les Llengües Regionals o Minoritàries del Consell d'Europa, en asturià, anglès i castellà.
Realitzen també una labor pedagògica en el qual s'invoca al coneixement i difusió dels drets lingüístics que els corresponen als parlants, entendre el dret que tenen els ciutadans asturians sobre la seva pròpia llengua i a desembolicar-se amb normalitat en la seva vida quotidiana.
Treballa a més, de manera proactiva perquè les empreses, associacions, organitzacions i institucions superiors de la societat asturiana, utilitzin la llengua pròpia, afavorint d'aquesta manera la seva normalització social, com en la Reclamació davant l'empresa Tele Atles Map Insight (empresa encarregada d'il·lustrar mapes en Google Maps).

### L'Escaliu
El Concejo d'Estudis Jurídics l'Escaliu pren el seu nom d'una vella institució jurídica asturiana documentada ja des del segle ix que consistia en l'esbravi i cultiu de la terra deserta. El Escaliu es va constituir com un dels Grups de Treball de la Reunió de Juristes per l'Asturià i des d'ell, vol apropar-se a la realitat asturiana des d'una perspectiva jurídica, amb la vista posada en el futur. L'Escaliu és un lloc d'estudi i trobada en el qual es mostren reflexions, propostes i iniciatives de tarannà jurídic, un lloc per mostrar idees i la concreció d'actuacions a petita escala que, d'acord amb les possibilitats de l'AXA, siguin qui canviïn les realitats concretes.
Entre les finalitats de l'Escaliu es troben:
L'estudi, divulgació i recerca dels recursos jurídics d'Astúries comprenent dues parts:
- Les Institucions de Dret Públic asturianes i el fons i consolidació de l'autonomia política d'Astúries, substentant-se en la pròpia entitat i especificitat jurídico-política del país; mirant d'apropar-se així al coneixement de la història d'aquestes Institucions, la seva pervivència i projecció; procurant el seu desenvolupament i evolució, encadarmant aquest estudi en el sistema d'integració política-administrativa a nivell estatal, europeu i internacional, tenint especial cura d'atendre per a la tradicional vocació atlàntica asturiana.

- Les Institucions de Dret Civil asturianes i la posada al dia d'elles.

- La contribució al foment i promoció del desenvolupament econòmic, social i cultural d'Astúries a través de l'estudi i la proposta d'implementació de les possibilitats de les seves institucions jurídiques.

- L'aportació de propostes, opinions i iniciatives de tarannà jurídic que serveixin al desenvolupament econòmic, social o cultural d'Astúries.

- La promoció del diàleg i l'intercanvi d'opinions a través de concejos i debats de tarannà jurídic.